# Polla (keresztnév)
A Polla női név az Apollónia, Apollinária és Paula becenevéből önállósult.

## Rokon nevek
Apollónia, Apol, Apolka, Pólika, Apollinária, Paula

## Gyakorisága
Az újszülötteknek adott nevek körében az 1990-es években szórványos volt. A 2000-es és a 2010-es években sem szerepelt a 100 leggyakrabban adott női név között.
A teljes népességre vonatkozóan a Polla sem a 2000-es, sem a 2010-es években nem szerepelt a 100 leggyakrabban viselt női név között.

## Névnapok
január 8., július 23.